# Jōno Saigiku
Jōno Saigiku (条野採菊 Jōno Saigiku?, 24 de septiembre de 1832 – 24 de enero de 1902), cuyo nombre de nacimiento era Jōno Denpei (条野伝平?), fue un dramaturgo, escritor, periodista y político japonés. A lo largo de su carrera profesional, fue autor de un gran número de obras. Destacó también en el ámbito periodístico de la era Meiji, fundando varios periódicos y participando en publicaciones de literatura.
Desde joven destacó por sus cualidades como escritor, publicando sus primeras obras durante la década de 1860 —en la etapa final del período Edo—. A lo largo de su vida publicaría más de una veintena de libros, labor que compaginó con sus tempranas colaboraciones en la inciente prensa japonesa. Jōno estuvo entre los fundadores del periódico Tokyo Nichi Nichi Shimbun, el primer diario de Tokio, que comenzó a publicarse en 1872. También patrocinó la creación de otras publicaciones periódicas, como el Yamato Shimbun (1886) o el Keisatsu Shinpō (1884), si bien este último diario no llegó a consolidarse. Desde 1880, fue miembro de la Asamblea Metropolitana de Tokio.

## Biografía
Jōno nació el 24 de septiembre de 1832 en Edo (la actual ciudad de Tokio). Su familia poseía un negocio mayorista de libros en Nihonbashi, por lo que el joven Jōno estuvo expuesto al mundo de la literatura desde una edad muy temprana (tomando especial interés por el género cómico gesaku). Su nombre de nacimiento era Jōno Denpei (条野伝平?), el cual más tarde cambiaría a su seudónimo de "Jōno Saigaku". El nombre "Saigiku" significa crisantemo, por lo que su nombre completo podría traducirse literalmente como «campo de crisantemos» (su apellido "Jōno" significa campo). También utilizó otros seudónimos como Sansantei Arindō, Saigiku Sanjin y Oboro Getsutei. 
En su adolescencia consiguió un empleo en una tienda de kimonos, y fue mientras trabajaba allí que se convirtió en aprendiz de Mizutani Ryōkutei, un poeta senryū (una forma corta de poesía similar al haiku, pero con tonos de humor negro y cinismo). Su talento literario fue pronto reconocido por el rōjū (uno de los altos cargos del gobierno) Abe Masahiro, un cliente regular de la tienda de kimonos. Al mismo tiempo, Jōno se hizo amigo de dramaturgos de mayor edad como Kinsui Shōtei, Baitei Kinga y Kanagaki Robun. 
Jōno publicó sus primeras obras en 1860, siendo su primer libro Shunshoku Koi no Somewake, que tiene como tema principal la cuestión de la humanidad del hombre. Incursionó también en el teatro kabuki y el rakugo (un tipo de entretenimiento basado en monólogos humorísticos), formando junto al autor e intérprete de rakugo, San'yūtei Enchō, una sociedad de rakugo llamada Ikikyoren. Jōno y otros autores publicaban de forma conjunta libretos para rakugo (lo hizo hasta 1869).
En 1868, Jōno comenzó a publicar en el periódico Kōko Shimbun, el cual había sido fundado por su amigo, el escritor Fukuchi Gen'ichirō. Sin embargo, solo publicaría en este periódico por un mes. En 1972, Jōno fue uno de los fundadores del Tokyo Nichi Nichi Shimbun, el primer periódico de Tokio. Además de escribir artículos para el periódico, Jōno también escribió varios libros como Kinseikibun, Azuma Kyōmachi Kagami y Wayō Kijinden. El Tokyo Nichi Nichi Shinbun llegó a ser uno de los más importantes de la ciudad.
En 1880, se convirtió en miembro de la Asamblea Metropolitana de Tokio. En octubre de 1884, Jōno junto a Densuke Nishida creó el periódico Keisatsu Shinpō, pero este fue cerrado dos años después debido a las bajas ventas. En octubre de 1886, Keisatsu Shinpō fue reemplazado con el periódico Yamato Shimbun. En 1889, participó en el lanzamiento de la revista literaria Shin Shōsetsu, publicando algunas de sus obras originales y nuevos trabajos. Ese mismo año, se convirtió en miembro de la Asamblea del Distrito de Kanda. Además de escribir libretos para teatro kabuki, Jōno también escribía historias de ciencia ficción. 
Jōno se retiró como presidente del Yamato Shimbun en 1901. Falleció el 24 de enero de 1902 debido a una insuficiencia cardíaca, a la edad de 70 años de edad. Su tumba se encuentra ubicada en el cementerio de Yanaka.

## Vida personal
Jōno contrajo matrimonio con Fumi Kaburagi y tuvo tres hijos. Su hijo mayor fue funcionario del gobierno, mientras que su segundo hijo se dedicó al comercio. Su tercer y último hijo, Ken'ichi, nació en 1878 y Jōno le dio un empleo como ilustrador para Yamato Shimbun. Ken'ichi posteriormente se convertiría en un reconocido pintor bajo el nombre de Kiyokata Kaburagi.